# گمینا دانبرووا خومینگسکا
گمینا دانبرووا خومینگسکا (به لهستانی:  Gmina Dąbrowa Chełmińska) یک گمینا در لهستان است که در شهرستان بیدگوشچ واقع شده‌است. گمینا دانبرووا خومینگسکا ۱۲۴٫۶۲ کیلومتر مربع مساحت و ۷٬۱۷۹ نفر جمعیت دارد.